# Amorphoscelis pallida
Amorphoscelis pallida är en bönsyrseart som beskrevs av Giglio-tos 1914. Amorphoscelis pallida ingår i släktet Amorphoscelis och familjen Amorphoscelidae. Inga underarter finns listade i Catalogue of Life.